# Łańcuch płytkowy

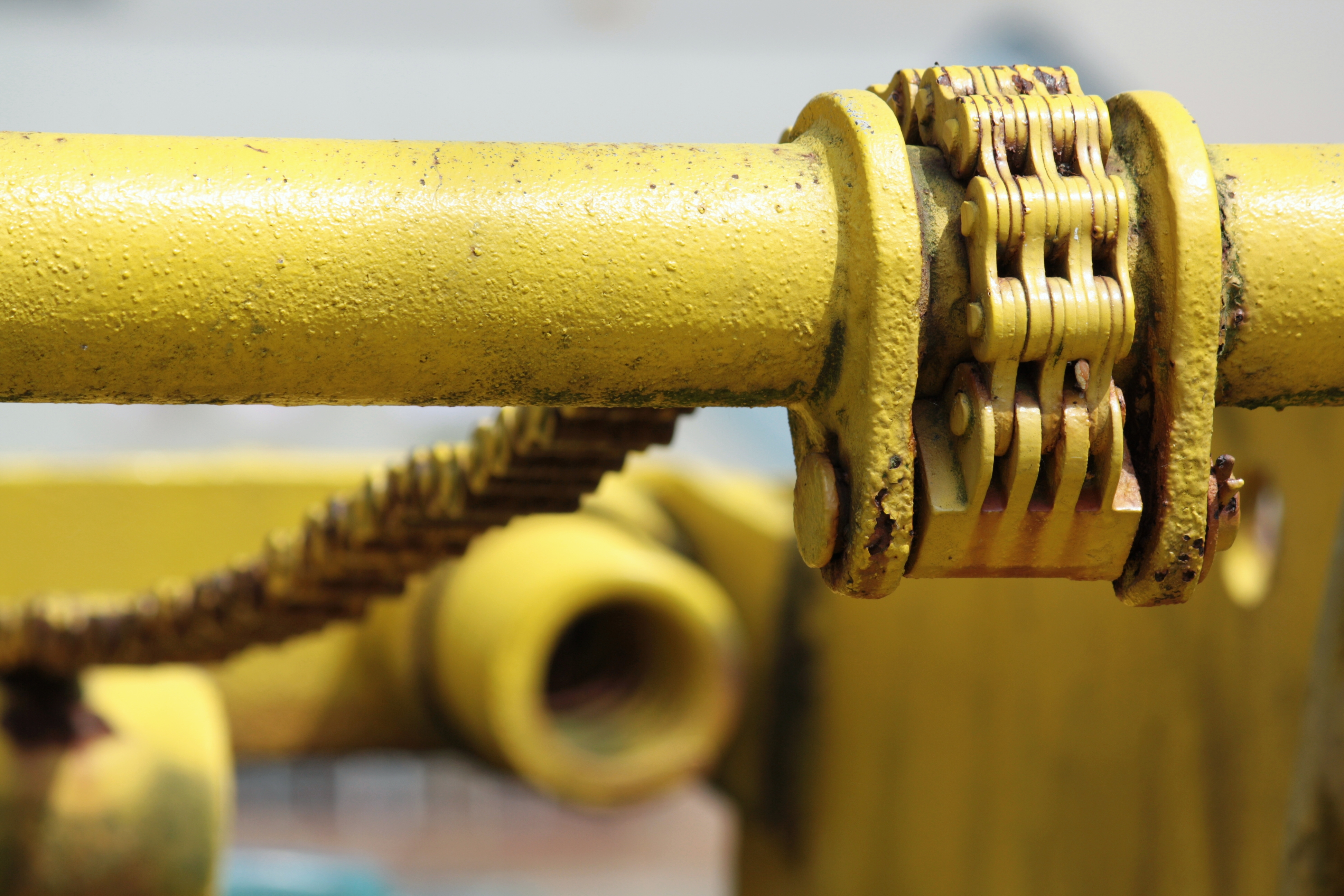
Łańcuch płytkowy

Łańcuch płytkowy stanowi podstawową grupę łańcuchów napędowych. Ogniwa tego łańcucha składają się z cienkich płytek stalowych połączonych przegubowo ze sworzniem.